# Miss Bahamas
Miss Bahamas è un concorso di bellezza femminile annuale, attraverso il quale vengono scelte le rappresentanti delle Bahamas per Miss Universo e Miss Mondo.

## Albo d'oro

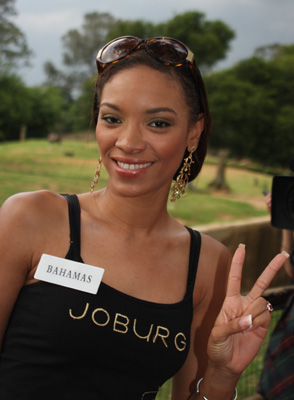
Tinnyse Johnson, Miss Mondo Bahamas 2008.

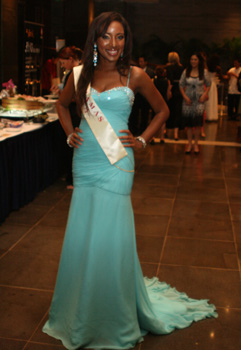
Anya Watkins, Miss Mondo Bahamas 2007.

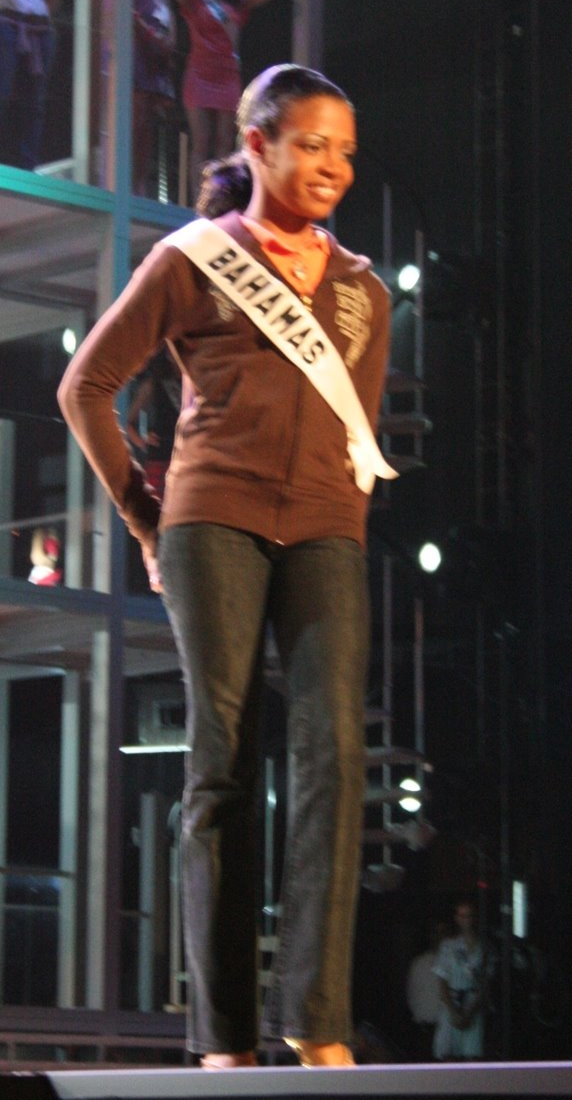
Trinere Lynes, Miss Universo Bahamas 2007.

| Anno | Miss Universo                      | Miss Mondo                    |
| ---- | ---------------------------------- | ----------------------------- |
| 1963 | Sandra Louise Young                |                               |
| 1964 | Catherine Cartwright               |                               |
| 1965 | Janet Thompson                     |                               |
| 1966 | Sandra Zoe Jarrett                 | Dorothy Cooper                |
| 1967 | Elizabeth Knowles                  |                               |
| 1968 | Brenda Fountain                    | Rose Helena Dauchot           |
| 1969 | Joan Bowe                          | Wanda Pearce                  |
| 1970 | Antoinette Patrice DeGregory       | June Justina Brown            |
| 1971 | Muriel Terah Rahming               | Frances Clarkson              |
| 1972 | Deborah Jane Taylor                | Heather (Hedda) Cleare        |
| 1973 | Cyprianna Munnings                 | Deborah Louise Isaacs         |
| 1974 | Agatha Elizabeth Watson            | Monique Betty Cooper          |
| 1975 | Sonia Chipman                      | Ava Marilyn Burke             |
| 1976 | Sharon Elaine Smith                | Mazorian (Zoie) Larona Miller |
| 1977 | Paulette Rosetta Ogylvie Borghardt | Laurie Lee Joseph             |
| 1978 | Dulcie Louise Millings             | Donna Marie McCook            |
| 1979 | Lolita Louise Ambrister            | Deborah Major                 |
| 1980 | Darlene Davies                     | Bernadette Louise Cash        |
| 1981 | Linda Smith                        | Monique Ferguson              |
| 1982 | Ava Marilyn Burke                  | Oralee Laverne Stubbs         |
| 1983 | Christina Thompson                 | Lucille Bullen                |
| 1984 | Pamela Lois Parker                 | Yvette Monique Rolle          |
| 1985 | Cleopatra Adderly                  | Rhonda Lea Cornea             |
| 1986 | Marie Brown                        | Bridgette Strachan            |
| 1987 | Betty Ann Hanna                    | Indira Regina Wood            |
| 1988 | Natasha Christine Pinder           | Natasha Rolle                 |
| 1989 | Tasha Ramirez                      | Carolyn Moree                 |
| 1990 | Lisa Nichelle Sawye                | Lisa Gizelle Strachan         |
| 1991 | Farrah Fiona Saunders              | Tarnia Paula Newton Stuart    |
| 1992 | Fontella Chipman                   | Jody Weech                    |
| 1993 | Marietta Ricina Sands              | Jacinda Saye Francis          |
| 1994 | Meka Knowles                       | Deanna Tamara North           |
| 1995 | Shammine Tenika Lindsay            | Loleta Marie Smith            |
| 1996 | Michelle Rae Collie                |                               |
| 1997 | Nestaea Sealy                      | Alevta Adderley               |
| 1998 | Juliette Sargent                   | LeTeasha Henrietta Ingraham   |
| 1999 | Glennis Knowles                    | Mary Watkins                  |
| 2000 | Mikala Moss                        | Latia Bowe                    |
| 2001 | Nakera Simms                       |                               |
| 2002 | Nadia Albury                       | T'Shura Ambrose               |
| 2003 | Nadia Johnson                      | Shantell Hall                 |
| 2004 | Raquel Horton                      | Brianna Clarke                |
| 2005 | Denia Nixon                        | Ordain Moss                   |
| 2006 | Samantha Carter                    | Deandrea Conliffe             |
| 2007 | Trinere Lynes                      | Anya Watkins                  |
| 2008 | Sacha Scott                        | Tinnyse Johnson               |
| 2009 | Kiara Sherman                      | Joanna Brown                  |
| 2010 | Braneka Bassett                    | Braneka Bassett               |
| 2011 | Anastagia Pierre                   | Sasha Joyce                   |
| 2012 | Celeste Marshall                   | Daronique Young               |